# Informática de negocios
La informática de negocios es una disciplina que combina tecnologías de información o informática, con conceptos administrativos. Esta disciplina fue creada en Alemania, tomada del concepto “Wirtschaftsinformatik".
La integración de los recursos tecnológicos permite a las empresas reconocer el valor económico de la información y establecer una gestión adecuada para su planificación. Además, fomenta la responsabilidad empresarial individual y colectiva sobre la información que se genera.[cita requerida]
Las empresas dependen del uso efectivo de los sistemas de información para diseñar sus productos y servicios. Además, este recurso tecnológico les ayuda a responder a las exigencias del mercado tradicional y a insertarse en el comercio electrónico. 

## Diferencias entre informática de negocios y sistemas de información
La informática de negocios muestra numerosas similitudes con la disciplina de sistemas de información que pueden encontrarse principalmente en partes del mundo de habla inglesa. Sin embargo existen algunas diferencias notables que hacen que la informática de negocios sea más atractiva para los empleados:
1. Incluye tecnologías de información, así como porciones relevantes de la ciencia computacional aplicada, aún más extensas si se compara con los sistemas de información.
2. Tiene significantes características constructivas que se enfocan en el desarrollo de soluciones para los problemas de negocios que van más allá de solo describirlos.

Por otra parte, los sistemas de información se enfocan fuertemente en explicar de una forma el fenómeno empírico del mundo real. Los sistemas de información a menudo son llamados “orientados a explicar” contrastando con “orientados a solucionar” de la informática de negocios. Los investigadores de los sistemas de información intentan explicar por qué las cosas en el mundo real son de la forma que son y conducen a muchas inspecciones empíricas, mientras que un investigador de inteligencia de negocios intenta desarrollar soluciones mediante tecnologías de información, para problemas que ellos han observado o asumido.
Académicos en informática de negocios, por ejemplo, a menudo gustan de aplicar nuevas tecnologías hacia los problemas de negocios realizando estudios factibles y construyendo prototipos de software. Los estudiantes de informática de negocios además tienen un acercamiento constructivo. Su habilidad no solo explica la realidad, además le da forma, esto es lo que los hace empleados más atractivos para las compañías al igual que buenos candidatos en el campo de los negocios de tecnologías de información.
Las conexiones fuertes entre investigar y enseñar es otra tradición de los informáticos de negocios. Los proyectos de investigación se han integrado rápidamente en los currículos debido a que muchos investigadores son al mismo tiempo conferenciantes. Dada la rapidez del progreso científico y tecnológico en inteligencia de negocios, los sujetos están bajo permanente reconsideración y revisión. Por otra parte los cambios tecnológicos, podrían crear inseguridad y ansiedad en el empleo y en los trabajadores. Como en la mayoría de situaciones se deberá lograr un punto de equilibrio; así, será una adecuada interacción entre tecnología y el resto de recursos a disposición de la empresa la que produzca ventajas.

## Estudio
Un número de programas de estudios y posgrados en lenguaje inglés conducen directamente al grado de maestría en informática de negocios. Algunos ejemplos son:
- Maestría en informática de negocios a nivel internacional (MBI) de la Universidad Virtual Global.
- Licenciatura y maestría de ciencias en informática de negocios de la Universidad de Rostock.
- Maestría de informática de negocios de la Universidad de Utrecht.
- Maestría de informática de negocios de la Universidad de Canberra.
- Maestría en ciencias de tecnología de informática de negocios (BIT) de la Universidad de Middlesex en Londres.

Muchas universidades en Alemania, Austria, y Suiza ofrecen programas equivalentes en alemán, que llevan a conseguir un grado de (Licenciatura/Diplomado/Maestría) in "Wirtschaftsinformatik", por ejemplo:
- Universidad de Münster.
- Universidad de Colonia.
- Universidad de Magdeburgo.
- Universidad de Leipzig en Alemania.
- Universidad Humboldt de Berlín en Alemania.
- Universidad de Ciencias Aplicadas de Constanza.
- Universidad de Linz en Austria.
- Universidad de St. Gallen en Suiza.
- Universidad de ciencias applicadas del noroeste (FHNW) en Suiza.
- Universidad de Berlín School of Business & Innovation en Alemania.

Universidades rusas han comenzado a ofrecer programas equivalentes en ruso desde el 2002:
- Licenciatura y maestría en ciencias de informática de negocios de la Universidad del Estado, Escuela Superior de Economía en Moscú.

## Investigación
Centro de investigación para sistemas de información, Universidad de Münster y compañías e instituciones asociadas de investigación.